# Incompatibilidad Rh
La incompatibilidad Rh es el término que se le da en medicina a una forma de enfermedad hemolítica del recién nacido que se desarrolla cuando una mujer embarazada tiene sangre Rh negativa y el bebé que lleva en su vientre tiene sangre Rh positiva. Cuando los glóbulos rojos del feto entran en contacto con el torrente sanguíneo de la madre por la placenta, el sistema inmune de la madre trata a las células fetales Rh positivas como si fuesen una sustancia extraña y crea anticuerpos contra las células sanguíneas fetales, destruyendo los glóbulos rojos circulantes de este en el momento que los anticuerpos anti-Rh positivos atraviesan la placenta hasta el feto.

## Síntomas
Los síntomas de la incompatibilidad Rh incluyen un líquido amniótico amarillento y un bazo hipertrofiado, el hígado o el corazón o acumulación de líquido en el abdomen del feto. 

## Patogenia
La incompatibilidad Rh puede ocurrir por dos mecanismos principales. El tipo más común se produce cuando una mujer embarazada con el grupo sanguíneo Rh negativo se expone a los glóbulos rojos Rh positivo de la sangre fetal secundaria a una hemorragia maternofetal en el curso de un aborto espontáneo o inducido, ciertos traumas y procedimientos obstétricos invasivos o un parto normal. La incompatibilidad Rh puede ocurrir también cuando una mujer Rh negativo recibe una transfusión de sangre de un donante Rh positivo. En parte, esta es la razón por la que  los bancos de sangre  prefieren transfundir con sangre tipo "O negativo" o "tipo O, Rh negativo", como el donante universal en situaciones de emergencia cuando no hay tiempo para realizar un tipaje y cruzamiento de sangre.
La cantidad de sangre fetal necesaria para producir incompatibilidad Rh varía. En un estudio, menos de 1 ml de sangre Rh positiva era suficiente para sensibilizar a voluntarios con sangre Rh negativa. Por el contrario, otros estudios han sugerido que el 30 % de los sujetos con sangre Rh negativa nunca desarrollaron incompatibilidad Rh, incluso cuando se les desafió con grandes volúmenes de sangre Rh positiva. Una vez sensibilizados, es necesario aproximadamente un mes para que los anticuerpos Rh de la madre se equilibren con la circulación fetal. En el 90 % de los casos, la sensibilización se produce durante el parto, por lo tanto, la mayoría de los lactantes primogénitos con Rh positivo hijos de madres Rh negativas no se verán afectados debido al corto período de tiempo desde la primera exposición del feto Rh positivo hasta el nacimiento del niño, siendo este tiempo insuficiente para producir una importante respuesta de anticuerpos IgG maternos.
El riesgo de sensibilización depende en gran medida de los siguientes 3 factores: 
- Volumen de la hemorragia transplacentaria
- Extensión de la respuesta inmune materna
- Presencia concomitante de incompatibilidad ABO

La incidencia de la incompatibilidad Rh en la madre Rh negativo que es también ABO incompatible se reduce a un 1-2 % y se cree que se producen porque el suero de la madre contiene anticuerpos contra el grupo sanguíneo ABO del feto. Los pocos glóbulos rojos de la sangre fetal que se mezclan con la circulación materna son destruidos antes de que la sensibilización Rh puede adquirir gran significancia. Afortunadamente, la incompatibilidad ABO no suele causar graves secuelas.

## Diagnóstico

### Atención prenatal
Ningún síntoma físico permite predecir si existe una incompatibilidad Rh durante un embarazo. Cada mujer que quede embarazada debe determinar su grupo sanguíneo. Para las pacientes embarazadas con un grupo Rh negativo, se deben hacer pruebas sanguíneas para detectar si se ha desarrollado anticuerpos que demuestren aloinmunización causado por cantidades muy pequeñas de hemorragia fetomaterna. Si se detectan niveles elevados que sospechen una hemorragia importante (> 30 ml de sangre), se suele recurrir al Test de Kleihauer-Betke, que es una medida cuantitativa de los glóbulos rojos fetales en la sangre materna. El Kleihauer-Betke puede ser valioso para determinar si se debe administrar una dosis prenatal de inmunoglobulinas Rh. Por lo general, la cantidad de IgG Rh necesarios para el tratamiento después de la sensibilización con sangre fetal es de al menos 15 mcg/ml de eritrocitos fetales. Ocasionalmente se recurre a una amniocentesis para determinar a qué grado la sensibilización materna ha impactado al feto.
La ecografía y el Doppler son actualmente dos herramientas fundamentales en el manejo del feto de madre Rh (-), ya que permiten evaluar el estado de los órganos fetales principalmente involucrados en la enfermedad. Por lo general se buscan evidencias de ascitis en el feto o edema de tejidos blandos, los cuales son signos serios de hidropesía fetal. Otros signos posibles por ultrasonido incluyen cardiomegalia, hepatomegalia y derrame pleural.

### Atención posnatal
Inmediatamente después del nacimiento de cualquier niño con una madre Rh negativa, se debe examinar la sangre del cordón umbilical del bebé para determinar el grupo sanguíneo ABO y el Rh del neonato, medir los niveles de hemoglobina y su hematocritozmama
, un análisis del nivel de bilirrubina sérica, obtener un frotis de sangre que puede revelar destrucción eritrocitaria, y realizar una prueba de Coombs directa. Un Coombs directo positivo confirma el diagnóstico de la presencia de una anemia hemolítica inducida por anticuerpos, lo que sugiere la presencia de incompatibilidad ABO o Rh.
Los niveles elevados de bilirrubina sérica, el hematocrito bajo, y un elevado recuento de reticulocitos en el recién nacido pueden ayudar a determinar si se requiere una transfusión de sangre. En centros asistenciales con experiencia y bajo la vigilancia de una unidad de cuidados intensivos neonatológicos, es posible realizar una exanguinotransfusión, preferentemente en los lactantes que nacen con eritroblastosis fetal, hidropesía fetal, o kernicterus.